# Helger Hallik
Helger Hallik (ur. 26 listopada 1972 w Tartu) – estoński zapaśnik walczący w stylu klasycznym. Trzykrotny olimpijczyk. Dziesiąty w Barcelonie 1992, piętnasty w Atlancie 1996 i szesnasty w Sydney 2000. Walczył w kategorii 100 – 130 kg.
Piąty na mistrzostwach świata w 2002. Szósty na mistrzostwach Europy w 1992. Drugi na igrzyskach bałtyckich w 1993. Zdobył trzy medale na mistrzostwach nordyckich w latach 1993 - 1996 roku.